# Henrik Wergeland
Henrik Wergeland   (Kristiansand, 17 de juny de 1808 - Christiania, 12 de juliol de 1845) va ser un autor i orador noruec, la colossal personalitat del qual va dominar totalment la seva època.

## Biografia
Va estudiar a la Katedralskole i va cursar teologia a la Universitat d'Oslo. El seu pare, Nicolai Wergeland, va ser membre de l'assemblea creadora de la Constitució de Noruega (1814). La primera meitat de segle xix va constituir per Noruega el període de formació del país modern i independent en tots els sentits que seria en el futur. Wergeland, home d'acció, esperit revolucionari, patriota i profeta va viure en aquest període històric, adequadíssim a la seva personalitat. Wergeland era a la vegada racionalista i romàntic, poeta polític i líric, individualista i liberal acèrrim. Volia reformes democràtiques, elevar en tots els sentits el nivell de les classes baixes, incrementar la cultura i col·laborar amb altres països, encara que sempre salvaguardant els interessos de Noruega. Wergeland i els seus compatriotes van tenir com a principal oponent Johan Sebastian Welhaven i la Intelligentsia.
En Wergeland poesia i drama són el fidel reflex de la seva persona i activitat. Com a poeta autodidacte, va ser el més indisciplinat i atrevit, el que més el molestava és que tractessin de minorar la seva originalitat. Els seus primers poemes, Digte, Forste Ring (1829), tot i els seus defectes, estan plens d'atractiu pel seu geni, vitalitat i brillants imatges. Quan Wergeland creava poesia, passava a un estat d'èxtasi que explica el caràcter visionari, imaginatiu i intens dels seus poemes. El 1830 va publicar el seu monumental Skabelsen, Mennesket og Messias (1845), amb idees racionalistes i planificació romàntica. Des de 1830, Wergeland es va perfeccionar constantment (Digte, anden Ring, 1833, Poesier, 1838) fins a arribar en el període 1840-1845 a l'artista prolífic consumat. Spaniolen (1832) és una magnífica obra en vers, difícil i simbòlic, en la qual narra l'actitud d'un espanyol liberal, en el regnat de Ferran VII, que es refugia a Noruega.
Wergeland, poeta de la natura, va deixar una obra social, política i cultural ingent. La base de les seves idees pot trobar-se en l'humanisme clàssic, el platonisme i el liberalisme europeu. Però la seva més profunda inspiració en vida i obra va ser el cristianisme.